# Simple Things (Carole King)
Simple Things è un album in studio della cantautrice statunitense Carole King, pubblicato nel 1977.

## Tracce
Side 1
1. Simple Things – 2:41
2. Hold On – 4:37
3. In the Name of Love – 3:04
4. Labyrinth – 4:03
5. You're the One Who Knows – 5:05

Side 2
1. Hard Rock Cafe – 3:44
2. Time Alone – 2:37
3. God Only Knows – 6:19
4. To Know That I Love You – 3:31
5. One– 5:04